# 1994-es labdarúgó-világbajnokság-selejtező (UEFA – 3. csoport)
Az 1994-es labdarúgó-világbajnokság európai 3. selejtezőcsoportjának mérkőzéseit, és a csoport végeredményét tartalmazó lapja. A csoportban körmérkőzéses, oda-visszavágós rendszerben játszottak egymással a labdarúgó-válogatottak. A két első helyezett automatikus résztvevője lett az 1994-es labdarúgó-világbajnokságnak.
A csoportban Albánia, Dánia, Észak-Írország, Írország, Lettország, Litánia és Spanyolország szerepelt.
Spanyolország végzett az első helyen és kijutott az 1994-es világbajnokságra, a második helyet pedig Írország szerezte meg és szintén kijutott a világbajnokságra.

## Tabella
| Hely. | Csapat         | M  | Gy | D | V | G+ | G– | Gk  | P  | Továbbjutás                          |     | Spanyolország | Írország | Dánia | Észak-Írország | Litvánia | Lettország | Albánia |
| ----- | -------------- | -- | -- | - | - | -- | -- | --- | -- | ------------------------------------ | --- | ------------- | -------- | ----- | -------------- | -------- | ---------- | ------- |
| 1.    | Spanyolország  | 12 | 8  | 3 | 1 | 27 | 4  | +23 | 19 | Kijutott az 1994-es világbajnokságra |     | —             | 0–0      | 1–0   | 3–1            | 5–0      | 5–0        | 3–0     |
| 2.    | Írország       | 12 | 7  | 4 | 1 | 19 | 6  | +13 | 18 | Kijutott az 1994-es világbajnokságra |     | 1–3           | —        | 1–1   | 3–0            | 2–0      | 4–0        | 2–0     |
| 3.    | Dánia          | 12 | 7  | 4 | 1 | 15 | 2  | +13 | 18 |                                      |     | 1–0           | 0–0      | —     | 1–0            | 4–0      | 2–0        | 4–0     |
| 4.    | Észak-Írország | 12 | 5  | 3 | 4 | 14 | 13 | +1  | 13 |                                      | 0–0 | 1–1           | 0–1      | —     | 2–2            | 2–0      | 3–0        |         |
| 5.    | Litvánia       | 12 | 2  | 3 | 7 | 8  | 21 | −13 | 7  |                                      | 0–2 | 0–1           | 0–0      | 0–1   | —              | 1–1      | 3–1        |         |
| 6.    | Lettország     | 12 | 0  | 5 | 7 | 4  | 21 | −17 | 5  |                                      | 0–0 | 0–2           | 0–0      | 1–2   | 1–2            | —        | 0–0        |         |
| 7.    | Albánia        | 12 | 1  | 2 | 9 | 6  | 26 | −20 | 4  |                                      | 1–5 | 1–2           | 0–1      | 1–2   | 1–0            | 1–1      | —          |         |

## Mérkőzések
| 1992. április 22. |

| Spanyolország                       | 3–0         | Albánia |
| ----------------------------------- | ----------- | ------- |
| Míchel 2' 66' (11-esből) Hierro 87' | Jegyzőkönyv |         |

| Estadio Benito Villamarín\|Benito Villamarín, Sevilla Nézőszám: 10,000 Játékvezető: Serge Muhmenthaler (svájci) |

| 1992. április 28. |

| Észak-Írország         | 2–2         | Litvánia                     |
| ---------------------- | ----------- | ---------------------------- |
| Wilson 13' Taggart 16' | Jegyzőkönyv | Narbekovas 41' Fridrikas 48' |

| Windsor Park, Belfast Nézőszám: 4,500 Játékvezető: Rune Pedersen (norvég) |

| 26 May 1992 |

| Írország                 | 2–0         | Albánia |
| ------------------------ | ----------- | ------- |
| Aldridge 60' McGrath 80' | Jegyzőkönyv |         |

| Lansdowne Road, Dublin Nézőszám: 29,727 Játékvezető: Jaap Uilenberg (holland) |

| 1992. június 3. |

| Albánia   | 1–0         | Litvánia |
| --------- | ----------- | -------- |
| Abazi 77' | Jegyzőkönyv |          |

| stadioni Qemal Stafa, Tirana Nézőszám: 12,000 Játékvezető: Octavian Ştreng (román) |

| 1992. augusztus 12. |

| Lettország  | 1–2         | Litvánia                   |
| ----------- | ----------- | -------------------------- |
| Linards 15' | Jegyzőkönyv | Poderis 66' Tereškinas 85' |

| Daugava stadion, Riga Nézőszám: 6,897 Játékvezető: Jozef Marko (csehszlovák) |

| 1992. augusztus 26. |

| Lettország | 0–0         | Dánia |
| ---------- | ----------- | ----- |
|            | Jegyzőkönyv |       |

| Daugava stadion, Riga Nézőszám: 8,124 Játékvezető: Alfred Wieser (osztrák) |

| 1992. szeptember 9. |

| Írország                                   | 4–0         | Lettország |
| ------------------------------------------ | ----------- | ---------- |
| Sheedy 30' Aldridge 59' 82' (11-esből) 86' | Jegyzőkönyv |            |

| Lansdowne Road, Dublin Nézőszám: 32,000 Játékvezető: Anders Frisk (svéd) |

| 1992. szeptember 9. |

| Észak-Írország                     | 3–0         | Albánia |
| ---------------------------------- | ----------- | ------- |
| Clarke 14' Wilson 31' Magilton 44' | Jegyzőkönyv |         |

| Windsor Park, Belfast Nézőszám: 4,756 Játékvezető: Marnix Sandra (belga) |

| 1992. szeptember 23. |

| Lettország | 0–0         | Spanyolország |
| ---------- | ----------- | ------------- |
|            | Jegyzőkönyv |               |

| Daugava stadion, Riga Nézőszám: 6,220 Játékvezető: Roger Philippi (luxemburgi) |

| 1992. szeptember 23. |

| Litvánia | 0–0         | Dánia |
| -------- | ----------- | ----- |
|          | Jegyzőkönyv |       |

| Žalgiris stadion, Vilnius Nézőszám: 10,500 Játékvezető: Lube Szpaszov (bolgár) |

| 1992. október 14. |

| Dánia | 0–0         | Írország |
| ----- | ----------- | -------- |
|       | Jegyzőkönyv |          |

| Parken, Koppenhága Nézőszám: 40,100 Játékvezető: Ryszard Wójcik (lengyel) |

| 1992. október 14. |

| Észak-Írország | 0–0         | Spanyolország |
| -------------- | ----------- | ------------- |
|                | Jegyzőkönyv |               |

| Windsor Park, Belfast Nézőszám: 10,343 Játékvezető: Hellmut Krug (német) |

| 1992. október 28. |

| Litvánia      | 1–1         | Lettország  |
| ------------- | ----------- | ----------- |
| Fridrikas 85' | Jegyzőkönyv | Linards 44' |

| Žalgiris stadion, Vilnius Nézőszám: 4,000 Játékvezető: Andrew Waddell (skót) |

| 1992. november 11. |

| Albánia  | 1–1         | Lettország     |
| -------- | ----------- | -------------- |
| Kepa 67' | Jegyzőkönyv | Aleksejenko 3' |

| Qemal Stafa stadion, Tirana Nézőszám: 3,500 Játékvezető: Gerhard Kapl (osztrák) |

| 1992. november 18. |

| Észak-Írország | 0–1         | Dánia         |
| -------------- | ----------- | ------------- |
|                | Jegyzőkönyv | H. Larsen 51' |

| Windsor Park, Belfast Nézőszám: 11,000 Játékvezető: Puhl Sándor (magyar) |

| 1992. november 18. |

| Spanyolország | 0–0         | Írország |
| ------------- | ----------- | -------- |
|               | Jegyzőkönyv |          |

| Ramón Sánchez-Pizjuán, Sevilla Nézőszám: 50,000 Játékvezető: Alphonse Constantin (belga) |

| 1992. december 16. |

| Spanyolország                                            | 5–0         | Lettország |
| -------------------------------------------------------- | ----------- | ---------- |
| Bakero 49' Guardiola 51' Alfonso 80' Begiristain 82' 83' | Jegyzőkönyv |            |

| Ramón Sánchez-Pizjuán, Sevilla, Sevilla Nézőszám: 19,000 Játékvezető: Ion Crăciunescu (román) |

| 1993. február 17. |

| Albánia     | 1–2         | Észak-Írország           |
| ----------- | ----------- | ------------------------ |
| Rraklli 90' | Jegyzőkönyv | Donaghy 15' McDonald 41' |

| Qemal Stafa stadion, Tirana Nézőszám: 7,000 Játékvezető: Vesszelin Bogdanov (bolgár) |

| 1993. február 24. |

| Spanyolország                                                       | 5–0         | Litvánia |
| ------------------------------------------------------------------- | ----------- | -------- |
| Cristóbal 5' Bakero 12' Begiristain 17' Christiansen 86' Aldana 90' | Jegyzőkönyv |          |

| Estadio Benito Villamarín\|Benito Villamarín, Sevilla Nézőszám: 20,000 Játékvezető: Alfred Micallef (máltai) |

| 1993. március 31. |

| Dánia       | 1–0         | Spanyolország |
| ----------- | ----------- | ------------- |
| Povlsen 20' | Jegyzőkönyv |               |

| Parken, Koppenhága Nézőszám: 40,272 Játékvezető: Mario van der Ende (holland) |

| 1993. március 31. |

| Írország                            | 3–0         | Észak-Írország |
| ----------------------------------- | ----------- | -------------- |
| Townsend 20' Quinn 22' Staunton 28' | Jegyzőkönyv |                |

| Lansdowne Road, Dublin Nézőszám: 33,000 Játékvezető: Kurt Röthlisberger (svájci) |

| 1993. április 14. |

| Dánia                   | 2–0         | Lettország |
| ----------------------- | ----------- | ---------- |
| Vilfort 23' Strudal 76' | Jegyzőkönyv |            |

| Parken, Koppenhága Nézőszám: 29,000 Játékvezető: Rune Pedersen (norvég) |

| 1993. április 14. |

| Litvánia                                        | 3–1         | Albánia       |
| ----------------------------------------------- | ----------- | ------------- |
| Baltušnikas 20' Sukristovas 25' Baranauskas 63' | Jegyzőkönyv | Demollari 86' |

| Žalgiris stadion, Vilnius Nézőszám: 7,000 Játékvezető: Eyjólfur Ólafsson (izlandi) |

| 1993. április 28. |

| Írország  | 1–1         | Dánia       |
| --------- | ----------- | ----------- |
| Quinn 75' | Jegyzőkönyv | Vilfort 27' |

| Lansdowne Road, Dublin Nézőszám: 33,000 Játékvezető: Rémi Harrel (francia) |

| 1993. április 28. |

| Spanyolország                 | 3–1         | Észak-Írország |
| ----------------------------- | ----------- | -------------- |
| J. Salinas 21' 26' Hierro 41' | Jegyzőkönyv | Wilson 11'     |

| Estadio Benito Villamarín\|Benito Villamarín, Sevilla Nézőszám: 20,000 Játékvezető: Leif Sundell (svéd) |

| 1993. május 15. |

| Lettország | 0–0         | Albánia |
| ---------- | ----------- | ------- |
|            | Jegyzőkönyv |         |

| Daugava stadion, Riga Nézőszám: 3,100 Játékvezető: Alan Howells (walesi) |

| 1993. május 25. |

| Litvánia | 0–1         | Észak-Írország |
| -------- | ----------- | -------------- |
|          | Jegyzőkönyv | Dowie 8'       |

| Žalgiris stadion, Vilnius Nézőszám: 6,500 Játékvezető: Esa Palsi (finn) |

| 1993. május 26. |

| Albánia   | 1–2         | Írország                   |
| --------- | ----------- | -------------------------- |
| Kushta 8' | Jegyzőkönyv | Staunton 12' Cascarino 77' |

| Qemal Stafa stadion, Tirana Nézőszám: 7,000 Játékvezető: Walter Cinciripini (olasz) |

| 1993. június 2. |

| Dánia                                   | 4–0         | Albánia |
| --------------------------------------- | ----------- | ------- |
| J. Jensen 11' Pingel 20' 40' Møller 28' | Jegyzőkönyv |         |

| Parken, Koppenhága Nézőszám: 39,503 Játékvezető: Gerd Grabher (osztrák) |

| 1993. június 2. |

| Lettország  | 1–2         | Észak-Írország          |
| ----------- | ----------- | ----------------------- |
| Linards 55' | Jegyzőkönyv | Magilton 4' Taggart 15' |

| Daugava stadion, Riga Nézőszám: 2,764 Játékvezető: Piotr Werner (lengyel) |

| 1993. június 2. |

| Litvánia | 0–2         | Spanyolország    |
| -------- | ----------- | ---------------- |
|          | Jegyzőkönyv | Guerrero 73' 77' |

| Žalgiris stadion, Vilnius Nézőszám: 4,500 Játékvezető: Gheorghe Ionescu (román) |

| 1993. június 9. |

| Lettország | 0–2         | Írország                 |
| ---------- | ----------- | ------------------------ |
|            | Jegyzőkönyv | Aldridge 14' McGrath 42' |

| Daugava stadion, Riga Nézőszám: 5,113 Játékvezető: Dick Jol (holland) |

| 1993. június 16. |

| Litvánia | 0–1                      | Írország     |
| -------- | ------------------------ | ------------ |
|          | jegyzőkönyv Jegyzőkönyv] | Staunton 38' |

| Žalgiris stadion, Vilnius Nézőszám: 7,000 Játékvezető: Roger Philippi (luxemburgi) |

| 1993. augusztus 25. |

| Dánia                                              | 4–0         | Litvánia |
| -------------------------------------------------- | ----------- | -------- |
| L. Olsen 13' Pingel 44' B. Laudrup 64' Vilfort 71' | Jegyzőkönyv |          |

| Parken, Koppenhága Nézőszám: 40,282 Játékvezető: Bragi Bergmann (izlandi) |

| 1993. szeptember 8. |

| Albánia | 0–1         | Dánia      |
| ------- | ----------- | ---------- |
|         | Jegyzőkönyv | Pingel 63' |

| Qemal Stafa stadion, Tirana Nézőszám: 8,000 Játékvezető: Loízosz Loízu (ciprusi) |

| 1993. szeptember 8. |

| Írország                  | 2–0         | Litvánia |
| ------------------------- | ----------- | -------- |
| Aldridge 4' Kernaghan 25' | Jegyzőkönyv |          |

| Lansdowne Road, Dublin Nézőszám: 33,000 Játékvezető: Rune Pedersen (norvég) |

| 1993. szeptember 8. |

| Észak-Írország     | 2–0         | Lettország |
| ------------------ | ----------- | ---------- |
| Quinn 35' Gray 80' | Jegyzőkönyv |            |

| Windsor Park, Belfast Nézőszám: 6,400 Játékvezető: João Pinto Correia (portugál) |

| 1993. szeptember 22. |

| Albánia    | 1–5         | Spanyolország                               |
| ---------- | ----------- | ------------------------------------------- |
| Kushta 40' | Jegyzőkönyv | J. Salinas 4' 30' 58' Toni 18' Caminero 67' |

| Qemal Stafa stadion, Tirana Nézőszám: 3,000 Játékvezető: Rémi Harrel (francia) |

| 1993. október 13. |

| Dánia          | 1–0         | Észak-Írország |
| -------------- | ----------- | -------------- |
| B. Laudrup 83' | Jegyzőkönyv |                |

| Parken, Koppenhága Nézőszám: 40,242 Játékvezető: Vadzim Zsuk (fehérorosz) |

| 1993. október 13. |

| Írország     | 1–3         | Spanyolország                   |
| ------------ | ----------- | ------------------------------- |
| Sheridan 72' | Jegyzőkönyv | Caminero 11' J. Salinas 14' 26' |

| Lansdowne Road, Dublin Nézőszám: 33,000 Játékvezető: Fabio Baldas (olasz) |

| 1993. november 17. |

| Észak-Írország | 1–1         | Írország       |
| -------------- | ----------- | -------------- |
| Quinn 74'      | Jegyzőkönyv | McLoughlin 78' |

| Windsor Park, Belfast Nézőszám: 10,500 Játékvezető: Ahmet Çakar (török) |

| 1993. november 17. |

| Spanyolország | 1–0         | Dánia |
| ------------- | ----------- | ----- |
| Hierro 63'    | Jegyzőkönyv |       |

| Ramón Sánchez-Pizjuán, Sevilla Nézőszám: 38,000 Játékvezető: Vaszílisz Nikákisz (görög) |

## Góllövőlista
| 7 gólos - Julio Salinas 6 gólos - John Aldridge 4 gólos - Frank Pingel 3 gólos - Kim Vilfort - Steve Staunton - Ainārs Linards - Kevin Wilson - Txiki Begiristain - Fernando Hierro 2 gólos - Sokol Kushta - Brian Laudrup - Paul McGrath - Niall Quinn - Robertas Fridrikas - Jim Magilton - Jimmy Quinn - Gerry Taggart | - José Mari Bakero - José Luis Caminero - Julen Guerrero - Míchel 1 gólos - Edmond Abazi - Sulejman Demollari - Ilir Kepa - Altin Rraklli - John Jensen - Henrik Larsen - Peter Møller - Lars Olsen - Flemming Povlsen - Mark Strudal - Tony Cascarino - Alan Kernaghan - Alan McLoughlin - Kevin Sheedy - John Sheridan - Andy Townsend | - Oļegs Aleksejenko - Virginijus Baltušnikas - Stasys Baranauskas - Arminas Narbekovas - Eimantas Poderis - Viačeslavas Sukristovas - Andrėjus Tereškinas - Colin Clarke - Mal Donaghy - Iain Dowie - Phil Gray - Alan McDonald - Adolfo Aldana - Thomas Christiansen - Josep Guardiola - Cristóbal Parralo - Alfonso Pérez - Toni |